# Stenopsyche pubescens
Stenopsyche pubescens är en nattsländeart som beskrevs av Schmid 1959. Stenopsyche pubescens ingår i släktet Stenopsyche och familjen Stenopsychidae. Inga underarter finns listade i Catalogue of Life.